# سرمه‌ای
سُرمه‌ای یکی از رنگ‌های طیف آبی است.